# Zaria (1873)

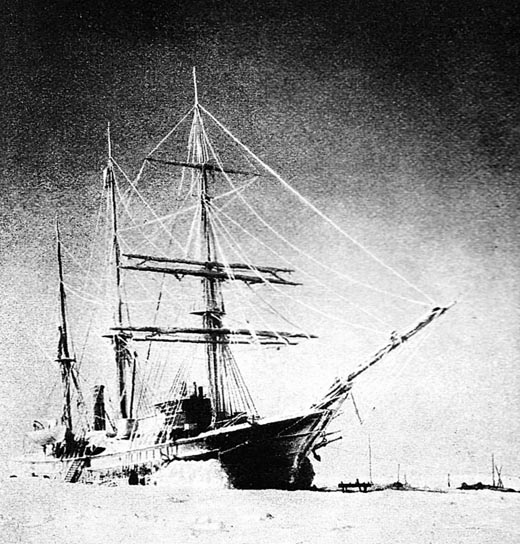
Zaria w czasie wyprawy polarnej

Zaria (ros. Заря) – żaglowy statek Rosyjskiej Akademii Nauk (bryg), przeznaczony do wypraw polarnych.

## Historia i rejsy
Statek został zakupiony za 60 tysięcy rubli w Norwegii w 1899 roku przez Eduarda Tolla w celu odbycia wyprawy polarnej na akweny Oceanu Arktycznego. Po niezbędnych modyfikacjach żaglowiec opuścił port w Sankt Petersburgu 21 czerwca 1900 roku pod dowództwem kapitana Nikołaja Kołomiejcewa. Pierwszą zimę spędził w lodzie w pobliżu Tajmyru. Naukowcy spędzili 11 miesięcy na badaniach tego półwyspu oraz Archipelagu Nordenskiölda. Wiosną kapitan Kołomiejcew wyruszył na wyprawę saniami razem z Tollem, a dowództwo nad statkiem objął jego zastępca, Fiodor Matisen. W sierpniu 1901 roku statek przypłynął w pobliże Wysp Nowosyberyjskich na Morzu Łaptiewów, gdzie poszukiwano legendarnej Ziemi Sannikowa. W listopadzie 1902 roku, w czasie powrotu z Wyspy Benetta, Toll i trzech jego towarzyszy zaginęło.
Z powodu znacznych uszkodzeń statek zacumował w zatoce Tiksi, na wschód od delty Leny 77°37′N 104°24′E/77,616667 104,400000. Kapitan Matisen polecił opuścić statek, badacze lądem powrócili do Petersburga.